# Voto a distancia
En política, el voto a distancia es un voto por parte de alguien que no puede o no desea asistir a un centro electoral oficial. Numerosos métodos han sido ideados para facilitar el voto a distancia. Aumentar la facilidad de votación mediante el voto a distancia es vista por muchos como una forma de estimular la participación y de permitir el ejercicio del sufragio a aquellos que no pueden concurrir personalmente a votar. Sin embargo, algunos países requieren que exista una razón válida, como enfermedad, viaje o residencia en el extranjero, para que el votante pueda votar a distancia.

## Sistemas

### Voto por correo
El voto por correo, también llamado voto postal o voto epistolar, es un sistema por el cual la votación en elecciones se realiza mediante papeletas que se distribuyen a los electores y éstos las devuelven por correo postal, sin necesidad de asistencia personal a una mesa electoral. En muchos países este método de votación se ofrece a los votantes únicamente bajo solicitud. Beneficia a las personas que no pueden asistir en persona a los sitios donde votar, bien sea por una discapacidad física, por incapacidad económica o por encontrarse lejos del país o del distrito de votación.

### Voto por poder
Para emitir un voto por poder el votante designa a alguien como apoderado, autorizándolo a votar en su lugar. El problema del voto por poder es que no permite verificar que, en una votación secreta, el apoderado vote en el sentido indicado por el poderdante. No obstante, esta modalidad es utilizada en varios países, como Albania, Canadá, China, Gabón, India, Rusia, Reino Unido y Estados Unidos.

### Voto electrónico
El voto electrónico (también conocido como e-voto) es una expresión que comprende varios tipos de votación. Las tecnologías para el voto electrónico pueden incluir tarjetas perforadas, sistemas de votación mediante escáneres ópticos y quioscos de votación especializados (incluidos sistemas de votación autocontenidos -sistemas de votación de Registro o Grabación Electrónica Directa- DRE, por sus siglas en inglés). También puede referirse a la transmisión de boletas y votos por vía telefónica, redes de computación privadas o por Internet.
Las tecnologías del voto electrónico pueden acelerar y automatizar el conteo de los votos y pueden proveer una mejor accesibilidad para los votantes con algún tipo de discapacidad. Sin embargo existen controversias, especialmente en los Estados Unidos y en Francia, acerca de que el voto electrónico, principalmente el voto mediante DRE, puede facilitar el fraude electoral o la violación de secreto de sufragio.
El voto por Internet ha sido utilizado públicamente en Estados Unidos, Francia, Reino Unido, Suiza y Estonia. Varios distritos (Ginebra, Neuchâtel y Zürich) ha diseñado programas piloto para permitir a los ciudadanos votar a través de Internet o SMS. La mayoría de los votantes en Estonia pueden votar en elecciones locales y parlamentarias a través de Internet. Los e-votos estonios solo pueden ser emitidos en los días previos a la fecha del acto electoral.

### Voto consular
A esta modalidad se le denomina voto consular porque normalmente el sufragio se emite en sede del consulado del país, aunque no necesariamente es así. Por ejemplo, Rusia permite el voto de sus ciudadanos en el exterior en consulados y en mesas de votación especiales abiertas en localidades donde no hay consulado. En principio, las mesas electorales en el exterior funcionan de manera similar a las mesas existentes en el propio país destinatario del voto, con los mismos procedimientos de emisión del sufragio y de integración de las mesas receptoras de voto.
Cuando el país admite el voto consular, generalmente se restringe a plebiscitos o referéndums nacionales y a elecciones de circunscripción nacional, como las presidenciales. Brasil, por ejemplo, restringe el voto consular a las elecciones presidenciales. Cuando se admite el voto por correo, normalmente se lo admite para todo tipo de elección y de acto plebiscitario o referendario.
En Chile fue establecido el voto consular como forma de sufragio para los ciudadanos residentes en el exterior, debutando dicha modalidad en las elecciones primarias presidenciales de Chile Vamos y el Frente Amplio de 2017. Luis Caballero se convirtió en el primer votante bajo dicho método en la embajada chilena en Wellington, Nueva Zelanda.